# 新潟亀田インターチェンジ

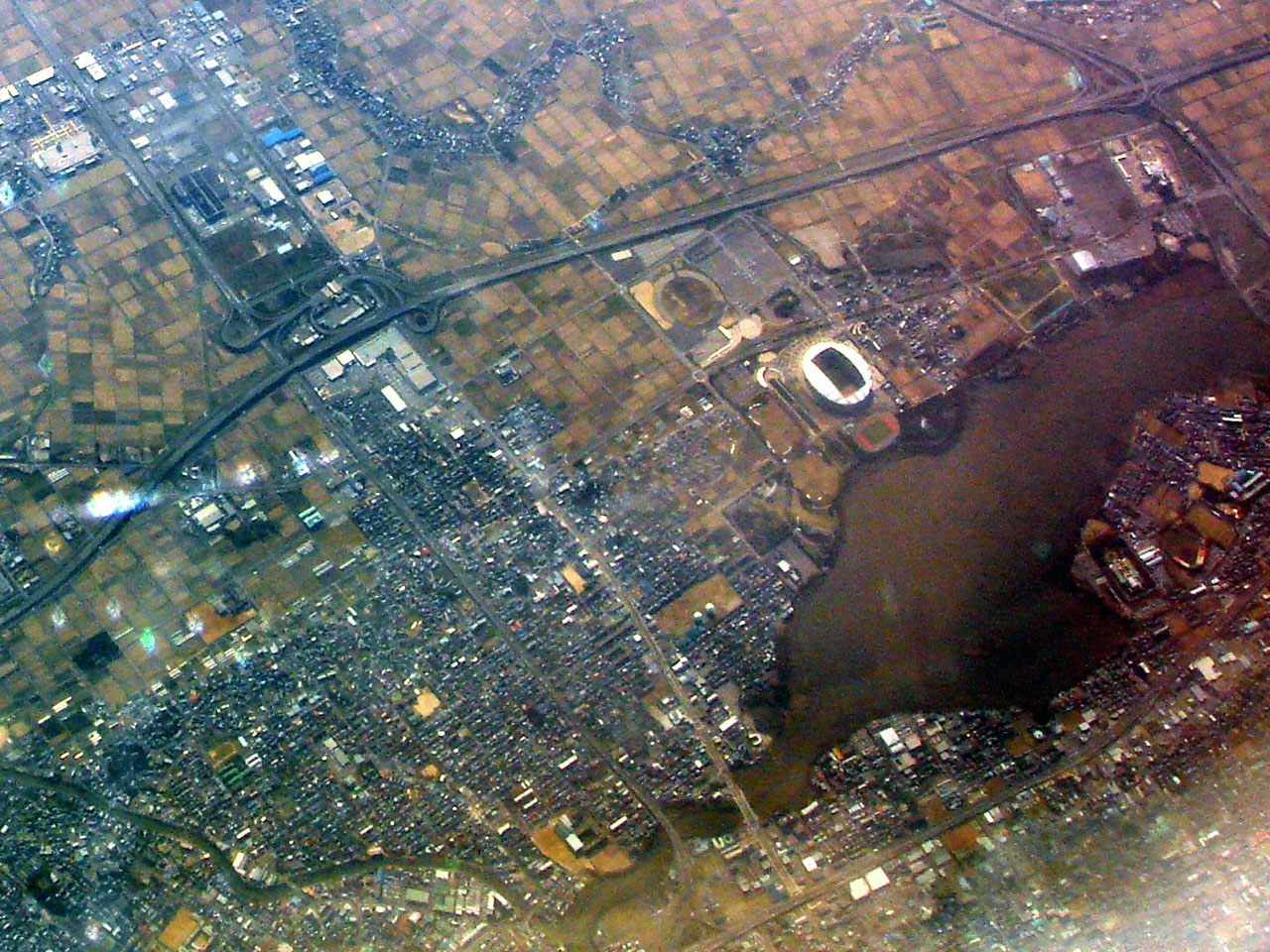
新潟亀田インターチェンジ（写真左上）

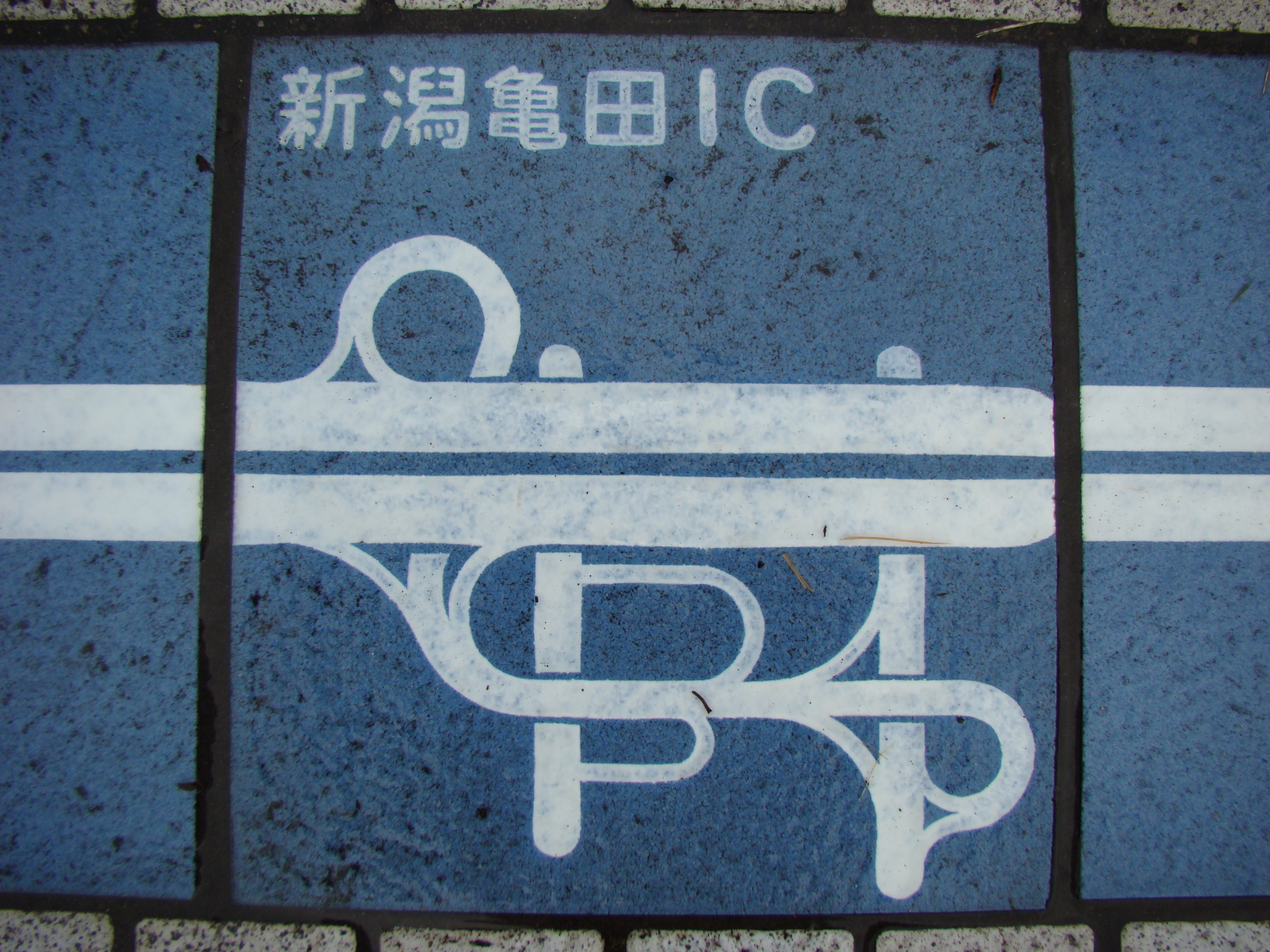
新潟亀田ICの形状。横に伸びる二重線は日本海東北自動車道。画像左は新潟中央JCT方面、画像右は新潟空港IC方面。縦に垂直に交わる線のうち、左側は新潟市道弁天線、右側は国道49号亀田バイパス。2009年（平成21年）撮影。

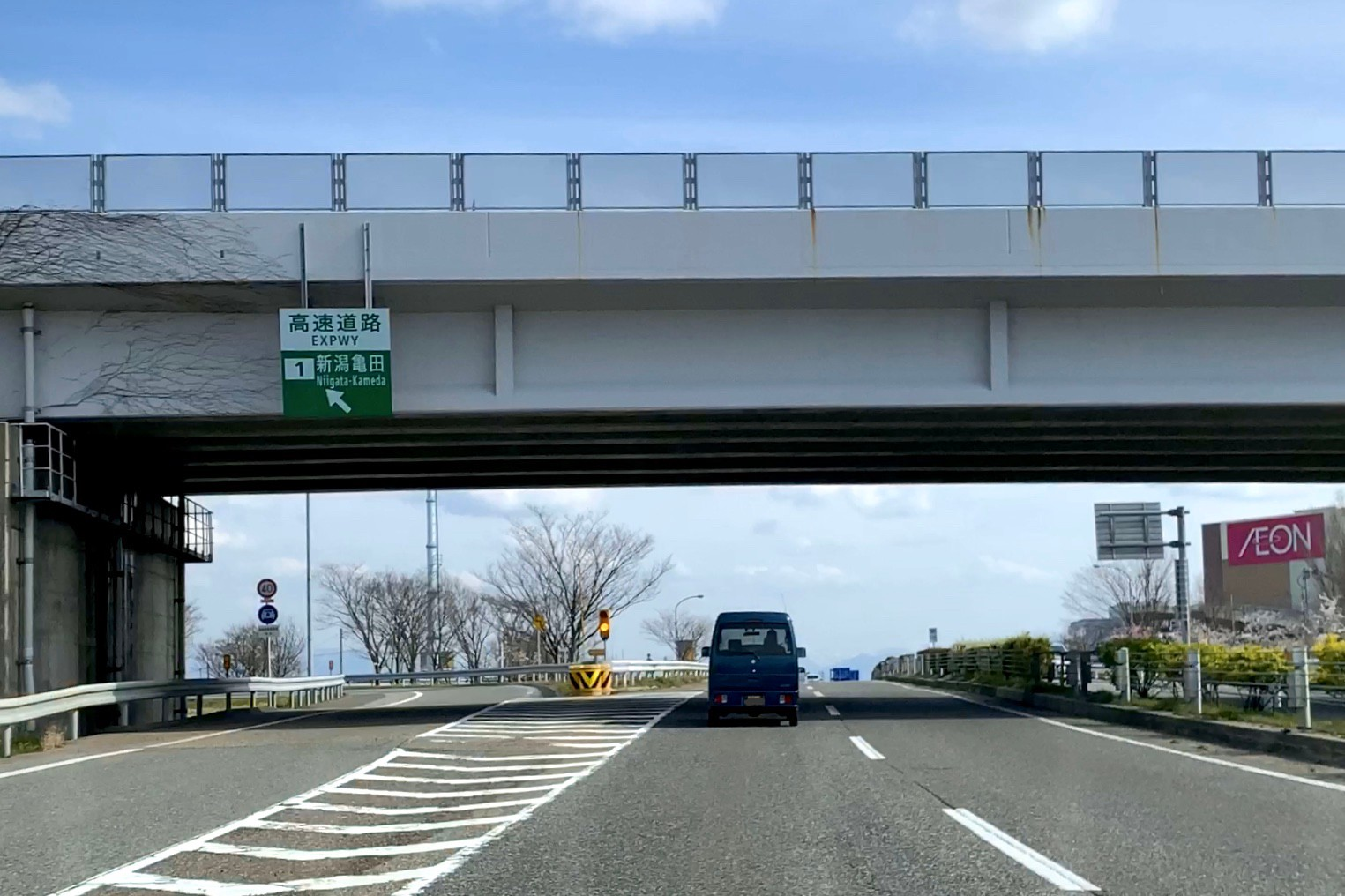
亀田バイパス側から見たIC入口。「高速道路」の表記が見られる。

新潟亀田インターチェンジ（にいがたかめだインターチェンジ）は、新潟県新潟市江南区亀田早通にある日本海東北自動車道（高速自動車国道）・国道49号亀田バイパスのインターチェンジ。新潟市街の最寄りインターチェンジのひとつであり、また江南区中心部（旧亀田町域）の最寄インターチェンジとなっている。亀田バイパスのうち本IC以北の区間は地域高規格道路新潟南北道路に指定されている。
東日本高速道路株式会社新潟支社新潟管理事務所が供設されている。

## 道路
- E7 日本海東北自動車道（1番）
- 国道49号 亀田バイパス（国道403号、国道459号重複区間）
- 新潟市道亀田1-480号線（弁天線）

亀田バイパスと弁天線は行き来ができない。

## 歴史
- 1994年（平成6年）7月28日：北陸自動車道のインターチェンジとして、新潟西IC - 新潟亀田IC開通。当初のインターチェンジ番号は43番であった。
- 1997年（平成9年）11月13日：北陸自動車道として新潟亀田IC - 新潟空港ICが開通。
- 2002年（平成14年）5月26日：新潟中央JCT - 新潟亀田IC - 新潟空港IC間を北陸自動車道から日本海東北自動車道へ改称し、インターチェンジ番号も1番へ変更。

## 料金所
- ブース数：8

### 入口
- ブース数：3
  - ETC専用：1
  - ETC・一般：1
  - 一般:１

### 出口
- ブース数：5
  - ETC専用：2
  - 一般(自動精算機)：1
  - 一般：2

## 周辺
- イオンモール新潟亀田インター（旧イオンモール新潟南）
- 新潟県スポーツ公園
  - 新潟スタジアム（デンカビッグスワンスタジアム）
  - 新潟県立野球場（HARD OFF ECOスタジアム新潟）
- 新潟駅南口
- 新潟港

## 隣
E7 日本海東北自動車道
(42)新潟中央JCT - (1)新潟亀田IC - (1-1)新潟東SIC/西野BS - (2)新潟空港IC
国道49号 亀田バイパス
鵜ノ子IC - 新潟亀田IC - 姥ヶ山IC